# Jan Hus Tichý
Jan Hus Tichý (8. září 1921, Žamberk – 25. prosinec 2000) byl český dirigent, hudební skladatel a překladatel libret.

## Život
Po maturitě na gymnáziu v Pardubicích nastoupil na Pražskou konzervatoř. Zde studoval klavír u profesora Otto Háši a sborový zpěv u profesora Vojtěcha Bořivoje Aima. Po absolvování konzervatoře v roce 1943 pokračoval ve studiu na mistrovské škole u profesora Václava Štěpána.
V roce 1945 se stal korepetitorem Divadla 5. května v Praze. Zde poprvé rovněž dirigoval v roce 1946 Offenbachovu operu Hoffmannovy povídky. Po zrušení tohoto divadla se stal v roce 1948 dirigentem opery Národního divadla, kde působil až do roku 1986. Pohostinsky spolupracoval s operami v Českých Budějovicích, Ostravě, Bratislavě, Lublani, Bukurešti a Parmě. Na zájezdech opery Národního divadla řídil představení Rusalky ve Wiesbadenu (1963), v Edinburghu (1964), v Lausanne (1970) a v Sofii (1971).
Jako dirigent nahrával pro Československý rozhlas, Československou televizi i pro značku Supraphon. Pohřben společně s manželkou Miladou Šubrtovou na místním hřbitově ve Chříči.

## Dílo

### Překlady libret
- 1952 Gustav Albert Lortzing: Car a tesař
- 1962 Carl Maria von Weber: Čarostřelec

### Nahrávky pod vedením Jana Husa Tichého
- 1964 Antonín Dvořák: Jakobín, osoby a obsazení: Hrabě Vilém z Harasova (Richard Novák), Bohuš z Harasova, jeho syn (Jindřich Jindrák), Julie, Bohušova manželka (Milada Šubrtová), Filip, purkrabí (Karel Berman), Adolf z Harasova, synovec hraběte Viléma (Antonín Švorc), Benda, učitel (Antonín Votava), Terinka, jeho dcera (Helena Tattermuschová), Jiří, Terinčin milý (Oldřich Spisar) a Lotinka, klíčnice (Marie Ovčačíková). Pěvecký sbor Čs. rozhlasu v Praze, Dětský pěvecký sbor Českého rozhlasu a Pražský rozhlasový orchestr. Nahrávka Československého rozhlasu.[4]
- 1976 Bedřich Smetana: Braniboři v Čechách (nahrávka Supraphon)[5]